# 沙特似真小鯉
沙特似真小鯉（学名：Cyprinella mhalensis）为輻鰭魚綱鯉形目鲤科的其中一種，分布於亞洲沙烏地阿拉伯，體長可達10.5公分。